# Chapecó (microregio)
Chapecó is een van de 20 microregio's van de Braziliaanse deelstaat Santa Catarina. Zij ligt in de mesoregio Oeste Catarinense en grenst aan de microregio's São Miguel do Oeste, Francisco Beltrão (PR), Pato Branco (PR), Xanxerê, Concórdia, Erechim (RS) en Frederico Westphalen (RS). De microregio heeft een oppervlakte van ca. 6.046 km². In 2006 werd het inwoneraantal geschat op 376.551.
38 gemeenten behoren tot deze microregio:
- Águas de Chapecó
- Águas Frias
- Bom Jesus do Oeste
- Caibi
- Campo Erê
- Caxambu do Sul
- Chapecó
- Cordilheira Alta
- Coronel Freitas
- Cunha Porã
- Cunhataí
- Flor do Sertão
- Formosa do Sul
- Guatambu
- Iraceminha
- Irati
- Jardinópolis
- Maravilha
- Modelo
- Nova Erechim
- Nova Itaberaba
- Novo Horizonte
- Palmitos
- Pinhalzinho
- Planalto Alegre
- Quilombo
- Saltinho
- Santa Terezinha do Progresso
- Santiago do Sul
- São Bernardino
- São Carlos
- São Lourenço do Oeste
- São Miguel da Boa Vista
- Saudades
- Serra Alta
- Sul Brasil
- Tigrinhos
- União do Oeste

Mesoregio's: Grande Florianópolis · Norte Catarinense · Oeste Catarinense · Serrana · Sul Catarinense · Vale do Itajaí

Microregio's: Araranguá · Blumenau · Campos de Lages · Canoinhas · Chapecó · Concórdia · Criciúma · Curitibanos · Florianópolis · Itajaí · Ituporanga · Joaçaba · Joinville · Rio do Sul · São Bento do Sul · São Miguel do Oeste · Tabuleiro · Tijucas · Tubarão · Xanxerê